# Roy Peter Clark

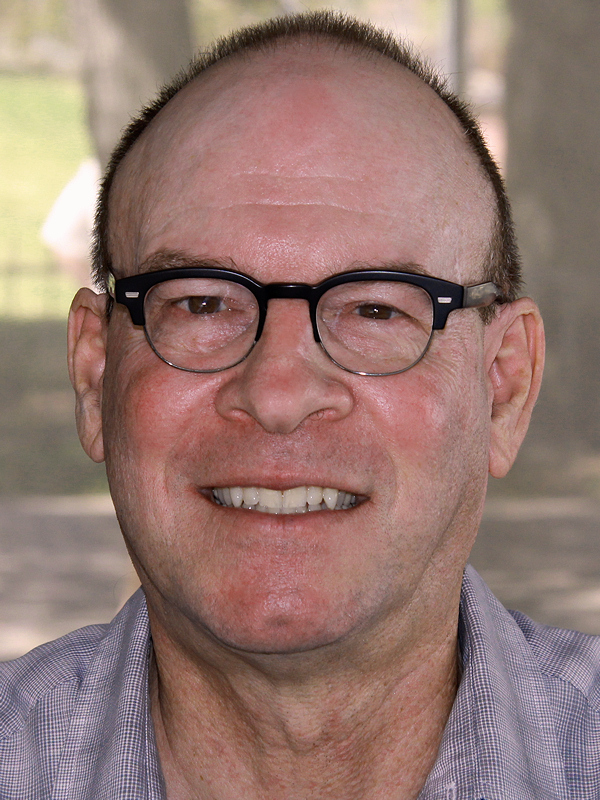
Roy Peter Clark 2011

Roy Peter Clark (* 1948) ist ein amerikanischer Schriftsteller, Redakteur und Schreiblehrer. Er ist Wissenschaftler und Vizepräsident der Journalistenschule Poynter Institute for Media Studies in St. Petersburg, Florida.

## Leben
Clark stammt aus der Lower East Side von New York City, aufgewachsen ist er auf Long Island und besuchte dort katholische Schulen. Er schloss das Providence College in Rhode Island im Fach Englisch ab. Anschließend promovierte er an der State University of New York in Stony Brook. 1977 stellte die St. Petersburg Times Clark als Schreibtrainer an. Er arbeitete mit der American Society of Newspaper Editors (ASNE) zusammen, um das Schreiben von Zeitungen landesweit zu verbessern. Wegen seiner Arbeit für die ASNE wurde Clark zum "Distinguished Service Member" gewählt. Seit 1979 arbeitet er hauptberuflich am Poynter Institut als Leiter des Schreibzentrums, Dekan der Fakultät, leitender Wissenschaftler und Vizepräsident. Andrea Pitzer, die für die Nieman Foundation for Journalism an der Harvard University schreibt, bezeichnet Clark als eine der am härtesten arbeitenden Hebammen des erzählenden Journalismus.
Er war Gast verschiedener Radio- und Fernsehsendungen. Am 26. Januar 2006 nahm er teil an der Folge "Journalists Speak Out" in The Oprah Winfrey Show. Darin diskutiert er mit dem New-York-Times-Kolumnist Frank Rich und dem Washington Post-Kolumnist Richard Cohen den Wahrheitsgehalt von James Freys Memoiren A Million Little Pieces, die von The Smoking Gun als zumindest teilweise erfunden entlarvt worden waren. Am 12. Oktober 2006 war er erneut Gast der Sendung, diesmal zum Thema "Truth in America" sowie am 15. Oktober in einer Folge zum Thema "Dveloping Critical Literacy".

## Werke
Clark, der katholische Schulen und das von den Dominikanern geführte Providence College besuchte, schrieb mehrere Artikel über Geoffrey Chaucers Canterbury Tales, von denen einige in The Chaucer Review veröffentlicht wurden und in denen er Chaucers Parodierung kirchlicher Lehren und Rituale erörtert. Seine Doktorarbeit hat den Titel "Chaucer and Medieval Scatology".
Als Journalist schrieb er auch über Journalismus, wie in Online-Artikeln für das Poynter Institute. In einem aktualisierten Bericht über serielle Berichterstattung erörtert Clark beispielsweise, wie Tweets, soziale Medien und andere Formen der Kultur des 21. Jahrhunderts dazu genutzt werden, um Mini-Serien zu schreiben.
Clark ist Autor von 18 Büchern. Darunter Journalism: The Democratic Craft (Oxford University Press, 2005), Writing Tools: 50 Essential Strategies for Every Writer (Little, Brown and Company, 2006), The Glamour of Grammar: A Guide to the Magic and Mystery of Practical English (Little, Brown and Company, 2010) sowie Help! For Writers: 210 Solutions to the Problems Every Writer Faces (Little, Brown and Company, 2011). Sein Buch 50 Essential Strategies for Every Writer entstand aus Kolumnen, die er für das Poynter Institute schrieb.
In deutscher Sprache sind erschienen:
- Die 50 Werkzeuge für gutes Schreiben. Autorenhaus Verlag, Berlin 2008, ISBN 978-3-86671-031-3.
- Kurz und gut schreiben. Autorenhaus Verlag, Berlin 2014, ISBN 978-3-86671-120-4.